# Attilio Calatroni
Attilio Calatroni (ur. 18 lipca 1950 w Brescii) – włoski florecista, srebrny medalista olimpijski i dwukrotny medalista mistrzostw świata. 
Na igrzyskach olimpijskich w Montrealu w 1976 roku reprezentacja Włoch w składzie: Carlo Montano, Fabio Dal Zotto, Stefano Simoncelli, Giovanni Battista Coletti i Attilio Calatroni zdobyła drużynowo srebrny medal. W rywalizacji indywidualnej nie startował. Został też zgłoszony do startu w szpadzie drużynowej, jednak ostatecznie nie wystąpił.
Podczas mistrzostw świata w Budapeszcie w 1975 roku wspólnie ze Stefano Simoncellim, Nicolą Granierim i Carlo Montano zdobył drużynowo brązowy medal. W tej samej konkurencji zdobył też srebrny medal na rozgrywanych dwa lata później mistrzostwach świata w Buenos Aires.